# Gustav Heistermann von Ziehlberg
Gustav Heistermann von Ziehlberg (10 de diciembre de 1898 - 2 de febrero de 1945) fue un general en la Wehrmacht de la Alemania Nazi durante la II Guerra Mundial. Recibió la Cruz de Caballero de la Cruz de Hierro. Condenado en conexión con el complot del 20 de julio, fue sentenciado a muerte y ejecutado por un pelotón de fusilamiento.

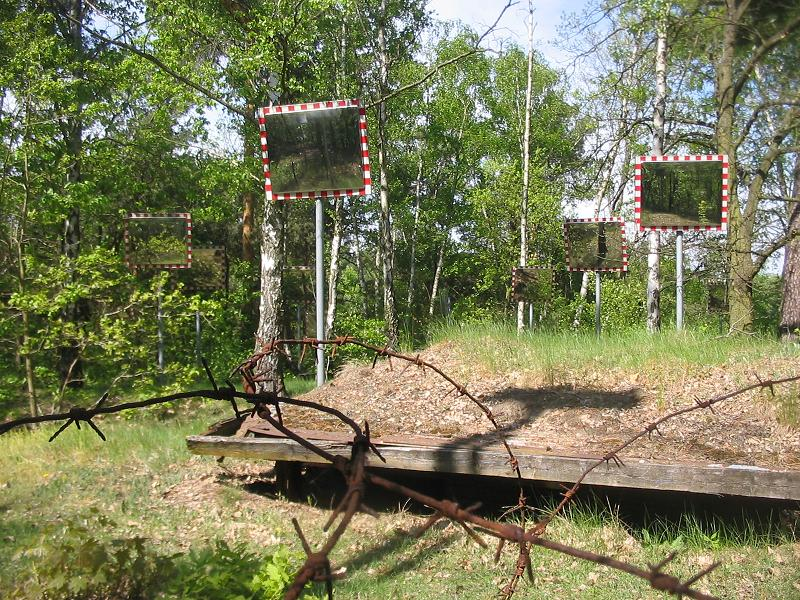
Memorial en Berlín.

El 20 de julio de 1944, Ziehlberg recibió la orden de arrestar a su oficial de estado mayor, el Mayor Joachim Kuhn por su participación en el complot del 20 de julio. Kuhn conjuntamente con su amigo el Teniente Albrecht von Hagen había preparado el explosivo entregado por Helmuth Stieff a Claus von Stauffenberg. El 21 de julio acompañó al General Henning von Tresckow al frente en las cercanías de Królowy Most, donde Tresckow se suicidó. Confrontado con la orden, Kuhn negó cualquier participación. En lugar de arrestarlo, Heisterman dijo a Kuhn que transfiriera sus deberes oficiales y fuera a Berlín para aclarar las cosas. Kuhn usó esa oportunidad para huir hacia las fuerzas del 2.º Frente Bielorruso soviético. Fue hecho prisionero e interrogado por la agencia de contra-inteligencia SMERSH.
Heisterman fue acusado por negligente desobediencia y en septiembre de 1944 fue sentenciado a nueve meses en prisión por el Reichskriegsgericht, sin embargo fue perdonado por sus servicios previos. Volvió a su división, pero fue de nuevo convocado a Berlín el 30 de octubre. Hitler, sospechando de él como colaborador del Generaloberst Ludwig Beck, revocó su sentencia y Heisterman fue de nuevo arrestado y tuvo que afrontar otro juicio. El 21 de noviembre fue sentenciado a muerte por el Reichskriegsgericht, deshonrado y despojado de todos los honores, rangos y títulos. Los jueces afirmaron abiertamente que debían seguir las instrucciones del Führer.
Heisterman fue ejecutado el 2 de febrero de 1945 por un pelotón de fusilamiento de la Wehrmacht en un campo de pruebas cerca del Estadio Olímpico en el distrito de Charlottenburg (actual Westend) en Berlín.

## Condecoraciones
- Cruz de Caballero de la Cruz de Hierro el 27 de julio de 1944 como Generalleutnant y comandante de la 28.ª División Jäger[1]